# المقيطوع (السوم)

تعديل مصدري - تعديل

المقيطوع هي إحدى قرى عزلة السوم بمديرية السوم التابعة لمحافظة حضرموت، بلغ تعداد سكانها 218 نسمة حسب تعداد اليمن لعام 2004.